# Histoire de la Nouvelle-Calédonie
Les premières sources écrites concernant l'histoire de la Nouvelle-Calédonie remontent à son exploration en 1774 par James Cook, l'archipel était alors déjà habité par une population mélanésienne : les Kanak. La Nouvelle-Calédonie est une collectivité sui generis de la France.

## Contexte géographique
D'une superficie totale de 18 575,5 km2, la Nouvelle-Calédonie est un territoire d'une surface comparable à celle d'un État comme la Slovénie. La population est estimée à 271 407 habitants (recensement 2019).
Lors de l'arrivée des premiers explorateurs la population mélanésienne était estimée entre 40 000 et 80 000 habitants.

## Peuplement et préhistoire (XIIIesiècleav. J.-C.-XIXesiècle)
Il y a 5 000 ans environ (v. 3 000 av. J.-C.), des habitants du littoral de la Chine du sud, cultivateurs de millet et de riz, appelés Austronésiens par les archéologues, commencent à traverser le détroit pour s'installer à Taïwan. Vers 2 000 av. J.-C., des migrations ont lieu de Taïwan vers les Philippines. De nouveaux mouvements de populations commencent bientôt des Philippines vers Sulawesi et Timor et de là, les autres îles de l'archipel indonésien. Vers 1 500 av. J.-C., un autre mouvement mène des Philippines à la Nouvelle-Guinée et, au-delà, aux îles du Pacifique. Les Austronésiens sont sans doute les premiers navigateurs de l'histoire de l'humanité.
Des amas de coquilles de mollusques ont été retrouvés à Nouméa (Ducos) et surtout à Koné (Foué), mais ils ont été exploités par les chaufourniers. Des artefacts humains y ont été retrouvés, d'origine incertaine (Sarasin-Roux).
Les plus anciennes traces de peuplement de la Nouvelle-Calédonie retrouvées à ce jour remonteraient à la fin du IIe millénaire av. J.-C., soit il y a environ 3 200 à 3 300 ans. Il s'agirait de populations de langues austronésiennes dont l'autre caractéristique était de maîtriser l'art de la céramique. En 1917, le géologue Maurice Piroutet découvre des fragments de poteries dans une localité de la côte ouest du Nord de la Grande Terre (sur la plage de Foué près de Koné) appelée Lapita. Ce nom est par la suite retenu par les archéologues pour désigner l'ensemble de ces poteries et le complexe culturel qui y est associé non seulement pour la Nouvelle-Calédonie mais également l'ensemble du Pacifique. En effet durant tout le XXe siècle divers chantiers de fouilles devaient mettre au jour d'autres exemplaires de ces poteries. Pour la Nouvelle-Calédonie, la première grande campagne de fouilles est celle menée en 1952 par E. W. Gifford et Richard Shutler Jr. Depuis cette date et jusqu'à nos jours les archéologues se succèdent sur le terrain, faisant d'autant progresser la connaissance du passé pré européen de la Nouvelle-Calédonie. On peut citer Golson en 1962, Smart en 1969, Frimigacci (ORSTOM) dans les années 1970 et 1980, et plus récemment Galipaud (IRD) ou encore Christophe Sand (Université de la Nouvelle-Calédonie).
La tradition orale contient divers mythes racontant l'arrivée des ancêtres et des ignames, fuyant le feu de Ma, qui pourrait être une des îles du Vanuatu, qu'il s'agisse de Tanna ou d'une île disparue.
Il semble aujourd'hui qu'un certain consensus se dégage parmi les spécialistes quant à une typologie de ces poteries néo-calédoniennes. On distingue généralement deux périodes pour cinq grands types morphologiques de céramiques.

### Tradition de Koné (XIIIesiècleav. J.-C.-IIIesiècleav. J.-C.)

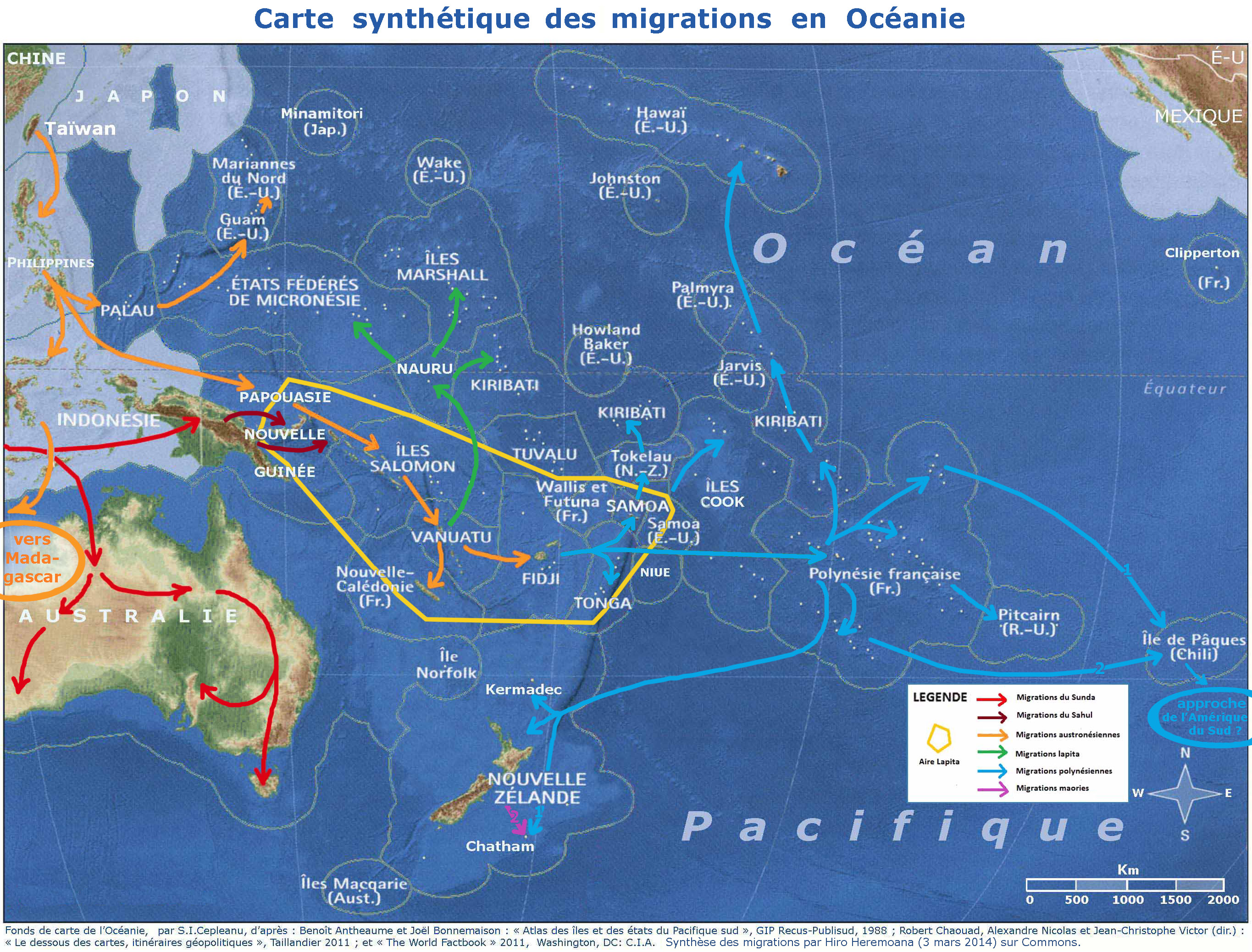
Synthèse des mouvements migratoires anciens en Océanie.

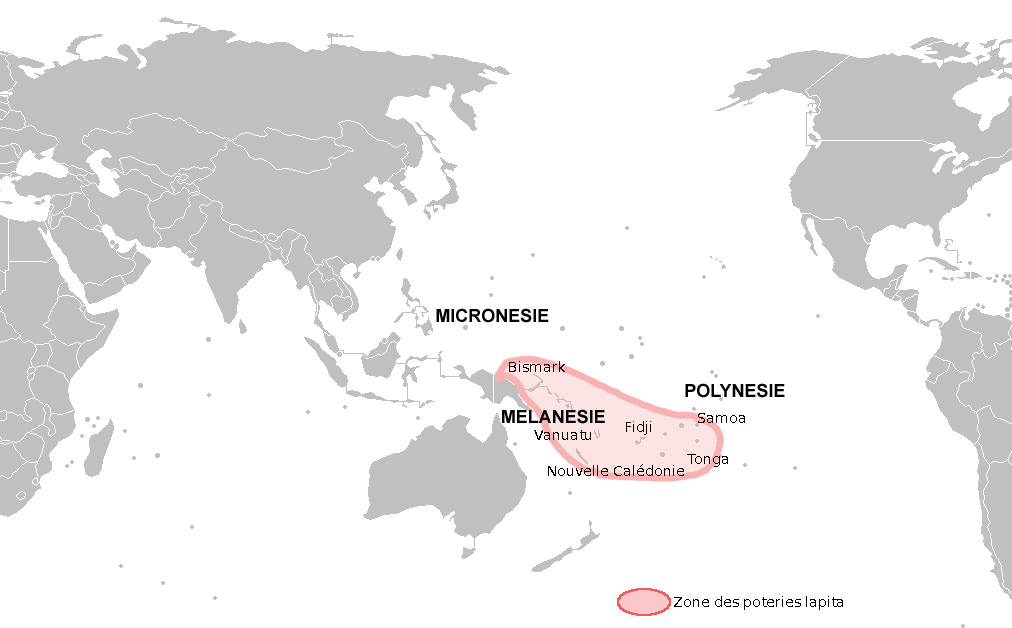
Carte des zones de poteries Lapita.

On appelle « Tradition de Koné » la période de 1 300 à 200 av. J.-C., parfois également appelée simplement Lapita en référence à ces poteries représentatives de cette période et qui furent retrouvés dans une grande partie du Pacifique insulaire et sur des sites essentiellement littoraux, dénotant peut-être une utilisation commerciale voire rituelle.
Cette dernière hypothèse semble confirmée par le fait qu'elles sont de facture soignée, avec des « formes complexes, fabriquées avec soin, et richement décorées de motifs stylisés si caractéristiques qu’ils évoluent peu dans l’espace et dans le temps. ». Ce type de poterie disparaît assez brutalement au cours du Ier siècle. Se développe également en parallèle un autre type de poterie, dite de Podtanéan (aussi du nom du site où ce style a été identifié pour la première fois) ou « au battoir » qui semble au contraire avoir eu une utilité plus pratique comme en témoigne le fait qu'elles « sont de forme simple et décorées d’impressions que l’on a plus souvent attribuées à la technique de fabrication qu’a l’intention artistique », mais aussi parce qu'elles ont eu une diffusion plus large sur la Grande Terre, ne se limitant pas aux sites littoraux. De plus, contrairement aux Lapita, les Podtanéan ne disparaissent pas véritablement mais vont évoluer avec notamment l'apparition de décors incisés en forme de chevron.
Il s'agit des poteries dont la datation par le carbone 14 fait remonter les plus anciennes traces aux alentours de 1 200 ou 1 300 av. J.-C. Celles-ci sont de deux types :
- les poteries de type Lapita. Celles-ci se caractérisent « par des formes complexes, fabriquées avec soin, et richement décorées de motifs stylisés si caractéristiques qu’ils évoluent peu dans l’espace et dans le temps. »[5]. Ce type de poterie a été retrouvé sur huit sites distincts tous littoraux, 4 sur la côte ouest de la Grande Terre (Koumac, Koné, Bourail-Nessadiou, Nouméa), 1 à l'île des Pins (Vatcha) et 2 aux îles Loyauté (Luecila à Lifou et Patho à Maré) ;
- les poteries de type Podtanéan. Ces poteries dénommées également "poteries au battoir", « sont de forme simple et décorées d’impressions que l’on a plus souvent attribuées à la technique de fabrication qu’a l’intention artistique. »[5]. Celles-ci ont eu une diffusion plus large puisque l'on en retrouve y compris sur la côte est et l'intérieur des vallées de la Grande Terre[6].

Pour l'archéologue néo-zélandais, R.C. Green, la coexistence à une même période de deux types de poteries serait le résultat de deux vagues migratoires distinctes, ce que semble néanmoins lui contester Frimigacci ou Galipaud pour lesquels ces deux styles seraient le fait de la même population mais utilisées à des fins différentes. Toujours est-il que la poterie de type Lapita disparaît assez soudainement au Ier siècle, quant à celle de type Podtanéan, si elle ne disparaît pas totalement, elle évolue avec l'apparition de décors incisés en forme de chevron. C'est également à peu près à cette même période qu'apparaissent de nouveaux types de céramiques dont certaines continuèrent d'être façonnées jusqu'au début du XXe siècle.

### Traditions de Naia I, Naia II et d'Oundjo (v.IIesiècleav. J.-C.-XIXesiècle)
La période suivante, allant de 200 av. J.-C. ou du début du Ier siècle jusqu'à l'arrivée des premiers Européens à la fin du XVIIIe siècle et au XIXe siècle, est dite de Naia Oundjo. Les archéologues distinguent alors plusieurs traditions distinctes : dans le sud de la Grande Terre celles dites de Naia I (poteries à anses retrouvées essentiellement sur des sites littoraux) et Naia II (poteries de petite taille et à pustules à la diffusion plus large car certaines ont été retrouvées à l'intérieur des terres), et dans le nord celle de Oundjo (d'apparition plus tardive, certainement juste avant l'arrivée des Européens, ces poteries sont distinguées également en deux styles: un de petite taille et de forme sphérique et l'autre plus volumineux et ovoïde). Il existe également une tradition (100c-1000c) de poterie de Plum.
Durant cette période, se construisent les cultures et sociétés kanak, issues vraisemblablement du développement d'une différenciation régionale de plus en plus poussée au sein des populations austronésiennes de tradition Lapita et de nouveaux apports de populations venant des îles Salomon ou du Vanuatu et issues de la première vague de peuplement de l'Océanie (dite du Sahul). Plusieurs récits issus de la tradition orale kanak font également état de migrations polynésiennes (surtout de Tonga, des Samoa, de Wallis et Futuna) vers les îles Loyauté et l'île des Pins, vraisemblablement entre le XVIe siècle et le tout début du XIXe siècle. Ceci explique certaines particularités socio-linguistes des Loyaltiens et Kunié par rapport aux Mélanésiens de la Grande Terre (une langue polynésienne, l'ouvéa occidental ou faga-uvea à Ouvéa, est d'ailleurs toujours parlée). Les Kanaks maîtrisent l'art de la pierre polie, et basent leur civilisation sur la culture de la terre (principalement ignames et taros). Lors de rituels guerriers, des tribus pratiquent aussi le cannibalisme.
Divers groupes humains ont migré à une époque récente en Nouvelle-Calédonie. Christophe Sand présente ainsi en 1995, d'après les études de Jean Guiart (1963 & 1992) l'expansionnisme Xetriwaan : étrangers, prédécesseurs de Teê Kanake, venus de la mer, de Kiamu (Anatom/Aneityum, Vanuatu), envahissant Lifou vers 1600; Maré et l'Île des Pins vers 1700, et une partie de la Grande-Terre (Hienghène, Balade…), à l'origine de confusion de chefferies.

## Premier contact avec les Européens (1774-1841)

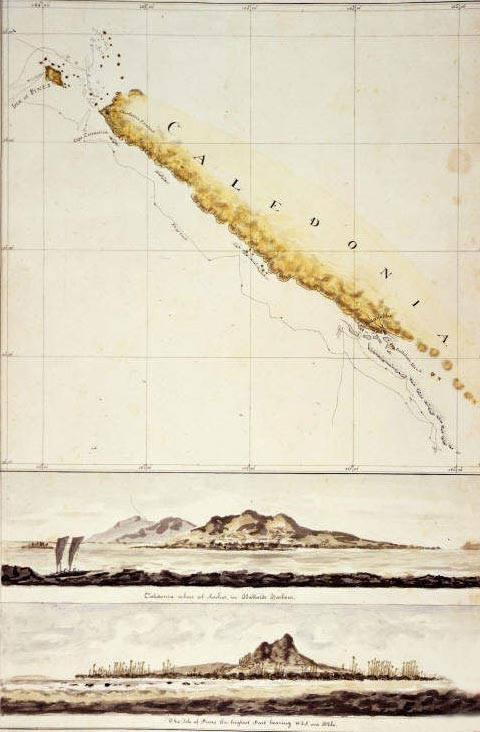
Carte historique par William Hodges en 1774, British Library.

Le 4 septembre 1774, l'aspirant Colnett, membre de l'équipage du HMS Resolution commandé par le navigateur britannique James Cook, lors de la seconde expédition de ce dernier, est le premier à apercevoir la Grande Terre. Cook la baptise « New Caledonia », pour donner à sa découverte le nom d'une région de Grande-Bretagne (Calédonie est l'ancien nom latin de la province correspondant à l'Écosse), tout comme il l'avait fait auparavant pour l'archipel des New Hebrides (Nouvelles-Hébrides, actuellement Vanuatu) et New South Wales (Nouvelle-Galles du Sud) en Australie. Le 5 septembre ont lieu les premiers contacts entre des Européens (Cook et son équipage) et les Kanak à Balade, sur la côte nord-est de la Grande Terre, principalement avec le chef Téobooma, ou Téâ Buumêê. James Cook longe ensuite la côte Est et découvre le 23 septembre l'Île des Pins.
Par la suite, la plupart des explorateurs à s'intéresser à l'archipel sont français. Ainsi, il est probable qu'en 1788, l'expédition française conduite par La Pérouse reconnaît la côte Ouest à bord de l'Astrolabe et de La Boussole, juste avant de sombrer dans un naufrage sur le récif de Vanikoro aux Îles Salomon.
En 1793, le contre-amiral français Antoine Bruny d'Entrecasteaux, parti en 1791 à la demande de Louis XVI pour retrouver La Pérouse, passe au large de la Nouvelle-Calédonie, reconnaît la Côte Ouest de la Grande Terre et se serait arrêté notamment aux Îles Loyauté. Néanmoins, on attribue la découverte de ces dernières à l'explorateur français Jules Dumont d'Urville en 1827, le premier à les situer précisément sur une carte.
Par la suite, dès 1793, des baleiniers commencent à s'intéresser à la Nouvelle-Calédonie auprès des côtes de laquelle les baleines à bosse remontent durant l'hiver austral. Ils ont besoin de ravitaillement en eau et en vivres frais, mais aussi de personnel provisoire bon marché permettant d'économiser autant de parts de pêche. Cela a permis de diffuser des techniques de navigation, et la connaissance détaillée partagée des côtes et mouillages. Les baleiniers ont souvent laissé à terre les marmites de fonte permettant d'extraire l'huile de baleine.
La France, ou des Français, cherchent à s'implanter en Australie (Botany Bay, Baie de la Rencontre, Nouvelle-Hollande (Australie)), en Tasmanie (Expédition Baudin, 1800-1803), en Nouvelle-Zélande (Akaroa), mais aussi en Nouvelle-Guinée (Colonie libre de Nouvelle-France, 1877-1882). Les autres puissances maritimes se souhaitent également coloniales.
Plus tard, au début du XIXe siècle, la pêche à l'holothurie (bêches-de-mer), particulièrement appréciée en Asie, commence à se développer, avec collecte par les indigènes, puis cuisson à l'eau salée dans les mêmes marmites de fonte et séchage en plein air. Un boucaneur ou boucanier laissé sur place quelques mois avec quelques hommes prépare la prochaine cargaison.
Plus tard, à la fin du XIXe siècle, avec les coprah-makers, les marmites servent à faire bouillir à l'eau douce des amandes de noix de coco sèches en morceaux. Ces divers commerces sont aussi à l'origine du commerce de traite : farine, graisse de porc, sel, sucre, thé, riz, étoffes de coton, cubes de bleu de lessive, sabres d'abattis, clous, marteaux, scies, haches, couteaux de marin, aiguilles, fil, corde, toile à voile, marmites de fonte, paquets de cartouche, biscuits (de cabine), poudre de riz, parfums, gin, puis allumettes, pétrole, lampes à mèche, viande de conserve, pilchards à la tomate, beurre en boîte, confiture, médicaments, teinture d'iode, whisky, machines à coudre…
Mais c'est surtout à travers le commerce du bois de santal, dès 1841 et surtout à partir de 1846 et jusqu'en 1853, que des contacts réels vont se nouer entre Européens et Kanaks : les premiers obtiennent alors des seconds le bois recherché en échange d'outils, d'armes en acier, d'étoffes ou encore d'objets de verre, et plus faiblement par la chasse à la baleine. Les Mélanésiens refusant que leurs arbres soient abattus et préparés par d'autres qu'eux, il faut les fournir en haches, en divers outils, puis en fusils.
Au début des années 1850, le commerçant et aventurier britannique James Paddon, réputé plus honnête que la plupart des capitaines indépendants (dont Town), déjà établi à Anatom (Vanuatu), s'installe sur l'île Nou, dans la rade de l'actuelle Nouméa, et fait venir plusieurs membres de sa famille et des connaissances pour s'installer sur l'île, ceux que l'on appelle les « colons Paddon », à l'origine de la présence sur le Territoire de plusieurs familles d'origine britannique.
De 1774 à 1853, on dénombre environ 400 touchers de bateaux, surtout des santaliers, mais aussi de nombreux peigneurs de plage (beachcombers).
En 1853, la société kanak est en crise, une « profonde crise interne de la société, consécutive aux épidémies et à la colonisation », avec effondrement d'une partie des hiérarchies sociales. Le choc microbien est en cours.
Dès le milieu du XIXe siècle, l'outillage en pierre est remplacé par l'outillage en fer. Celui-ci a permis une multiplication des objets sculptés, particulièrement des masques, autrefois confinés au nord.

### Démographie

#### premières estimations
Dès le XVIe siècle, les navigateurs européens commencent à explorer le Pacifique et à aborder plusieurs îles du « grand océan ». Ces explorations s'intensifient au XVIIe siècle et surtout au XVIIIe siècle. De 1774 à 1853, on retrouve les traces d'environ 400 touchers de bateaux, surtout des santaliers.
Des estimations peu documentées apparaissent dès 1774 faisant état d'une population entre 40 000 et 80 000 personnes, (et aux environs de 50 000 en 1853)[réf. nécessaire]. Une hypothèse basse de 40 000 est avancé par Dorothy Shineberg en 1983 et de 80 000 par Jean-Louis Rallu en 1989, tandis que celle de 50 000 au moment de la prise de possession est avancée par Bernard Brou[réf. nécessaire].
Jean Guiart (1925-2019), anthropologue et ethnologue spécialiste de la Mélanésie, estimait que la densité de population devait être "très faible" avant l'arrivée des Européens (sans toutefois se risquer à des chiffrages faute de sources significatives), du fait, selon Norma McArthur, d'une multitude de facteurs épidémiologiques (malaria) ou humains (cannibalisme, infanticide, guerres), et que le nombre et l'étendue des sites agricoles (tarodières) s'expliquerait par une forte mobilité des Mélanésiens.
Ces estimations sont aujourd'hui jugées anachroniques par rapport à ce qui est observé dans l'ensemble des iles du pacifique, comme sur le continent américain. Les premiers contacts entre Européens et Amérindiens, comme Océaniens, ont été systématiquement néfastes à ces derniers, décimés en grande partie par des maladies importées dans la région mais avec une ampleur longtemps minimisée pour la Nouvelle Calédonie. Les premières estimations supposaient une dépopulation inhabituellement faible pour la Nouvelle Calédonie (population divisée par 2 alors qu'elle est plus couramment divisée par 10 à 20), voire ignorait même l'éventualité d'une dépopulation. Pour l'ensemble des explorations et colonisations post-Colombiennes, on parle de Génocide de peuples autochtones, ou encore d'ethnocide (destruction de l’identité culturelle d’un groupe ethnique, sans nécessairement détruire physiquement ce groupe (génocide) et sans forcément user de violence physique contre lui (persécution, déportation, déplacement des enfants).
Des estimations plus documentées ont été actualisées par l'archéologue Gustave Glaumont dès la fin du XIXe siècle, ainsi que par des anthropologues inspirées par les études sur l'hécatombe post colombienne dans la population amérindienne.

#### Estimations plus récentes
Christophe Sand, Docteur en préhistoire (Paris 1, 1994), Chercheur associé au CNRS dans le cadre du Laboratoire Archéologies et sciences de l'Antiquité, affecté à l'institut de recherche et développement de Nouméa, Conservateur en chef du patrimoine et responsable depuis 1991 du Département Archéologie de Nouvelle-Calédonie, a étudié pendant 40 ans le passé des peuples du Pacifique à travers des recherches de terrain en Mélanésie, en Polynésie et en Micronésie. Il a publié des ouvrages, des articles scientifiques et des livres de vulgarisation traitant des différentes périodes de l’histoire océanienne, du peuplement Lapita jusqu’au bouleversement colonial.
Chistophe Sand publie dès 2001 un ouvrage qui s'appuie sur sa spécialité, l'archéologie, pour « réévaluer l’importance numérique de la population autochtone à l’arrivée de James Cook. »

#### Observations aériennes des tarodières, LIDAR
Les estimations démographiques récentes se basent notamment sur les photos aériennes compilées à la fin du XXe siècle, puis sur des levés LIDAR faisant ressortir la microtopographie des zones de plaines autant que des versants, avec une précision pouvant atteindre 10 cm de dénivelé. Ces données aériennes mettent en évidence un réseau de tarodière ayant été sculpté dans les reliefs avec des traces archéologiques remontant plusieurs siècles avant les premiers contacts européens. Les levés LIDAR ont permis de confirmer la densité de vestiges liés à la période traditionnelle kanak qui avait été observés sur les photos aériennes et lors de prospections de terrain. Leur étendue implique une capacité à alimenter, et surtout le travail sur le long terme d'une population nettement supérieure aux hypothèses basses avancées précédemment, de l'ordre de un à plusieurs millions d'habitants, main d'oeuvre indispensable pour réussir à sculpter et maintenir à si grande échelle des aménagements qui ont demandé plusieurs siècles de travaux et d’entretien collectifs, d'irrigation avec la canalisation des eaux parfois sur plusieurs kilomètres, la construction de culture en terrasses couvrant des centaines d’hectares et s’étageant sur des dizaines de niveaux, l’entretien des murets en pierres et l’apport de terre pour édifier des billons et des terrasses sur des versants aux sols minces et pauvres. Les densités sont fortes et la population est forcément sédentaire du fait de travaux sur plusieurs générations, d’une agriculture très prenante qui imposent un habitat à proximité.

#### Choc épidémiologique, premiers contacts
Un premier déclin démographique entre 1774 et 1853, dû au choc épidémiologique né des premiers contacts avec les santaliers, baleiniers et missionnaires, décime jusqu'à 80 à 90 % de la population comme dans nombre d'îles du Pacifique. Entre 1774 et 1840, il y a une absence quasi totale de témoignages historiques écrits comparables à ceux connus pour Fidji ou la Polynésie (où la chute démographique dépasse 80 % de la population sur un siècle).

#### Démographie comparée avec d'autres archipels du Pacifique
La rencontre des explorateurs avec les Marquisiens a par exemple pour effet de les exposer à des maladies contre lesquelles ils n'avaient aucune immunité. Cela entraîne une forte chute de la population. On estime qu’au XVIe siècle la population s’élève à 100 000 habitants, mais au début du XXe siècle elle n’est plus que de 2 000 Marquisiens. L'archéologue Christophe Sand publie en 2023 "Hécatombe océanienne", synthèse de près de 30 années de recherches sur le le peuplement des Iles de l'océan Pacifique. Il a compilé les pertes de population sur l'ensemble des îles du pacifique (en les comparant aux pertes de population en Amérique du Sud à la suite des exploration post-colombiennes). La chute des populations des Amériques dépasse les 90 % sur l'ensemble du continent américain. Pour les cas où il existe des données significatives, La chute des populations insulaires du Pacifique après les contacts européens est du même ordre de grandeur, elle est en moyenne de 87,5% (98% aux Îles Marquises, en Polynésie française, ou encore 95% sur l’île de Bougainville, au nord des Iles Salomon).

##### Démographie documentée récente
Le recensement exhaustif de la population kanak reste sujet à controverse au moins jusqu'au début XXe siècle, dans un contexte colonial loin d'être apaisé. Il y a peu de controverse sur le fait qu'elle a décliné depuis l'arrivée des Européens (1774) pour atteindre 27 000 vers 1900, et rester à ce niveau jusqu'en 1940. À partir de la fin de la deuxième guerre mondiale, la fiabilité du recensement est moins controversée, moins sujette à des considérations politiques coloniales, et mieux documentée. La population kanak est à nouveau en croissance pour atteindre 50 000 vers 1973 et dépasser 100 000 en 2014, la communauté kanak est la plus importante en effectif, mais en proportion de la population totale, elle est en déclin et mise en minorité dans les votes avec 40 % de la population. Dans sa directive de 1972, Pierre Messmer, alors premier ministre, évoquait la perspective de mise en minorité du peuple premier kanak:
« La Nouvelle-Calédonie, colonie de peuplement, bien que vouée à la bigarrure multiraciale, est probablement le dernier territoire tropical non indépendant au monde où un pays développé puisse faire émigrer ses ressortissants.[...]
À court et moyen terme, l’immigration massive de citoyens français métropolitains ou originaires des départements d’outre-mer (Réunion) devrait permettre d’éviter ce danger en maintenant et en améliorant le rapport numérique des communautés.
À long terme, la revendication nationaliste autochtone ne sera évitée que si les communautés non originaire du Pacifique représentent une masse démographique majoritaire. Il va de soi qu’on n’obtiendra aucun effet démographique à long terme sans immigration systématique de femmes et d’enfants. »

##### Démographie et impact politique
La mise en minorité démographique du peuple premier kanak conduit à la naissance et la montée en puissance de la revendication indépendantiste (1968-1984). Ces revendications atteignent leur paroxysme avec les événements politiques de 1984 à 1988 en Nouvelle-Calédonie, une période de l'histoire de cette collectivité française qui fut marquée par une quasi-guerre civile voire ethnique qui opposa partisans et opposants à l'indépendance vis-à-vis de la France du territoire d'outre-mer de Nouvelle-Calédonie entre 1984 et 1988.
En 1988, l'accord de Nouméa ouvre une période de paix sociale relative de 35 ans, définissant plusieurs notions considérées comme des valeurs fondamentales dans l'archipel depuis lors : la « double légitimité » des Kanak et non-Kanak et le « destin commun », une « communauté de destin » pluri-ethnique. Ce principe repose sur la double légitimité reconnue d'une part à la population kanak (peuple premier) et d'autre part aux autres communautés au titre de leur participation à la construction de la Nouvelle-Calédonie contemporaine, l'accord vise à empêcher de voir ressurgir les tensions, les affrontements violents et meurtriers des événements des années 1980, au profit de la « paix, de solidarité et de prospérité ».
Le gouvernement du président Emmanuel Macron entame en janvier 2024 un processus de révision constitutionnel visant à dégeler le corps électoral. Le projet est examiné en mai 2024. Le FLNKS critique une « énième tentative de passage en force » du gouvernement, affirmant que la France cherche à « constitutionnaliser la colonisation en Kanaky », en exploitant le résultat démographique de la colonisation de peuplement réactivée par Pierre Messmer en 1972. Le 13 mai 2024, des émeutes éclatent à Nouméa tandis que les députés débattent de l'adoption de la loi. Ces évènements replongent la Nouvelle-Calédonie dans un climat de guerre civile qu'elle avait connu 40 ans plus tôt.

## Colonisation (1841-1944)

### Premiers Européens installés (1841-1853)
À partir de 1841, des missionnaires commencent à venir s'installer.
Des protestants anglicans de la London Missionary Society (LMS) élisent alors domicile à l'île des Pins et aux Îles Loyauté dès 1841, puis à Touaourou au sud de la Grande Terre en 1842. Si l'implantation aux Loyauté se fait de manière durable (ces îles restant l'un des bastions du protestantisme encore aujourd'hui en Nouvelle-Calédonie), les deux autres installations à l'île des Pins et à Touaourou sont chassées dès 1842. En 1864 une expédition militaire aux îles Loyauté est organisée pour mettre fin à l'influence anglaise protestante.
Du côté catholique, des frères maristes, menés par l’évêque Guillaume Douarre qui est nommé vicaire apostolique de Nouvelle-Calédonie, s'installent tout d'abord à Balade en 1843, mais là encore les missionnaires sont chassés en 1847 avant de pouvoir revenir, et de façon durable, à partir de 1851. Les frères maristes s'installent aussi, avec succès mais non sans heurts, à l'île des Pins. Les missionnaires amènent avec eux de nouvelles maladies, provoquant des épidémies qui affectent fortement la population autochtone. Dans les premiers temps, les autochtones sont réticents car ils attribuent aux missionnaires les éventuelles disettes, épidémies ou guerres claniques qui se déclenchent.
Les deux organisations missionnaires, pour assurer leur assise sur l'archipel, en appellent alors aux deux puissances européennes susceptibles de les aider : les protestants au Royaume-Uni et les maristes à la France de Napoléon III. Toutefois, l'appel des missions à la colonisation n'est pas le seul facteur pouvant expliquer la prise de possession. Depuis quelques années, la France et le Royaume-Uni se livrent déjà à une course à la colonisation, dite « guerre des drapeaux ». De plus, la France cherche un endroit au climat plus clément que le bagne de Cayenne pour installer une colonie pénitentiaire, la Nouvelle-Calédonie semblant alors tout indiquée. D'un autre côté, les colons britanniques d'Australie poussent leur métropole de tutelle à assurer une maîtrise entièrement anglophone du Pacifique insulaire.
Il semble bien exister un traité de cession du 1er janvier 1844 entre la France et les rois et chefs d'Opao (région de Pouébo), concernant leurs seuls domaines :

« Nous, chefs de l’île Opao savoir : Pakili-Pouma, roi du pays de Koko ; Paiama, chef du pays de Balade ; Dolio, frère du roi de Koko ; Toe, frère du roi de Koko ; Goa-Pouma, frère du chef de Balade, ainsi que Tiangou et Oundo, Teneondi-Tombo, roi de Koima et ses frères, Chopé-Meaou, Oualai et Ghibal ; au nom du roi de Boudé, ses fils Dounorma-Tebapea, Cohin et Houangheno ; par devant les soussignés, commandant et officiers de la corvette française Le Bucéphale, déclarons : Que, voulant procurer à nos peuples les avantages de leur réunion à la France, nous reconnaissons, à dater de ce jour, la souveraineté pleine et entière de Sa Majesté le Roi des Français Louis-Philippe 1er et de son Gouvernement, plaçant nos personnes et notre terre d’Opao sous leur hante protection vis-à-vis de toutes les autres puissances étrangères, et adoptons pour nôtre le pavillon français, que nous jurons de faire respecter par tous les moyens en notre pouvoir. Suivent les signatures des dénommés ci-dessus. Le commandant du Bucéphale, Julien La Ferrière, Charles Pigeard J. Trouhat, Lamotte, Heurtault, Gerin-Roz, de Drée, A. Chamois »

— Recueil des Traités de la France, par M. de Clercq, sous les auspices du ministère des Affaires Étrangères
Mais on est loin de l'acte fondateur de la Nouvelle-Zélande, le Traité de Waitangi (1840), de la part des tribus unies de Nouvelle-Zélande (1835-1840), (maories), même s'il fut suivi des guerres maories (1845-1872).

### La prise de possession par la France (1853-1854)

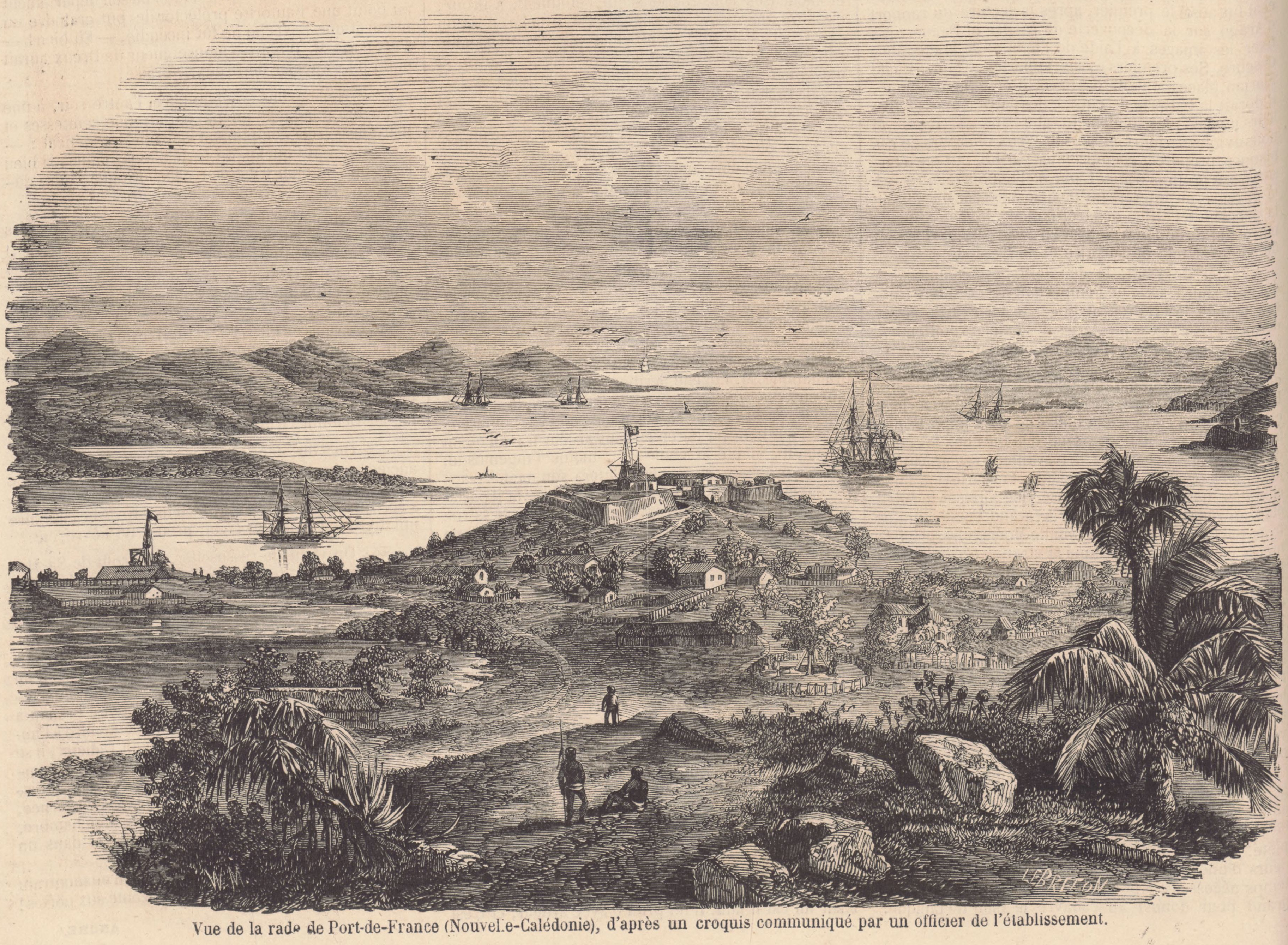
Vue de la rade de Port-de-France (futur Nouméa) en 1857.

Les deux pays n'attendent donc que l'élément déclencheur qui pourra justifier une prise de possession, et c'est la France qui obtient la première occasion : en 1850, le massacre à Yenghebane dans le nord de la Grande Terre de plusieurs officiers et hommes d'équipage de la corvette française L'Alcmène, envoyée en mission de reconnaissance pour étudier la possibilité de l'installation d'un bagne, fournit un prétexte à Napoléon III. Celui-ci donne alors instruction à plusieurs navires de guerre français de prendre possession de la Nouvelle-Calédonie (à condition que le Royaume-Uni ne l'ait pas déjà fait).
La Nouvelle-Calédonie est proclamée colonie française à Balade le 24 septembre 1853 par le contre-amiral Febvrier Despointes ; le 29 septembre, il négocie l'annexion de l'île des Pins avec le grand chef Vendégou. La Nouvelle-Calédonie devient le troisième élément des Établissements français du Pacifique qui comprennent le royaume de Tahiti (dynastie des Pomaré), protectorat français depuis 1842, et les îles Marquises, colonie depuis 1842 ; la Nouvelle-Calédonie se trouve sous la responsabilité du Commissaire impérial, responsable du protectorat sur Tahiti.
Louis-Marie-François Tardy de Montravel établit un code en 1854, visant à faire renoncer les chefs de tribus à leurs comportements coutumiers, dont celui de rendre la justice. On conserve le Code de la tribu de Pouma, promulgué le 9 février 1854, signé par le chef de la tribu, Philippo Bouéone. Des actes équivalents sont signés par les chefs des tribus de Muélébé (Pouébo), Hienghène, Canala, Kouaoua, Nouméa, Morare (Gérald Genest). Il est vite oublié.
Le 25 juin 1854, les militaires français fondent, au sud-ouest de la Grande Terre, Port-de-France pour servir de chef-lieu à la colonie, simple garnison qui va devenir rapidement une petite ville et prend le nom de Nouméa le 2 juin 1866.

### Colons pénaux ou libres? (1860-1895)

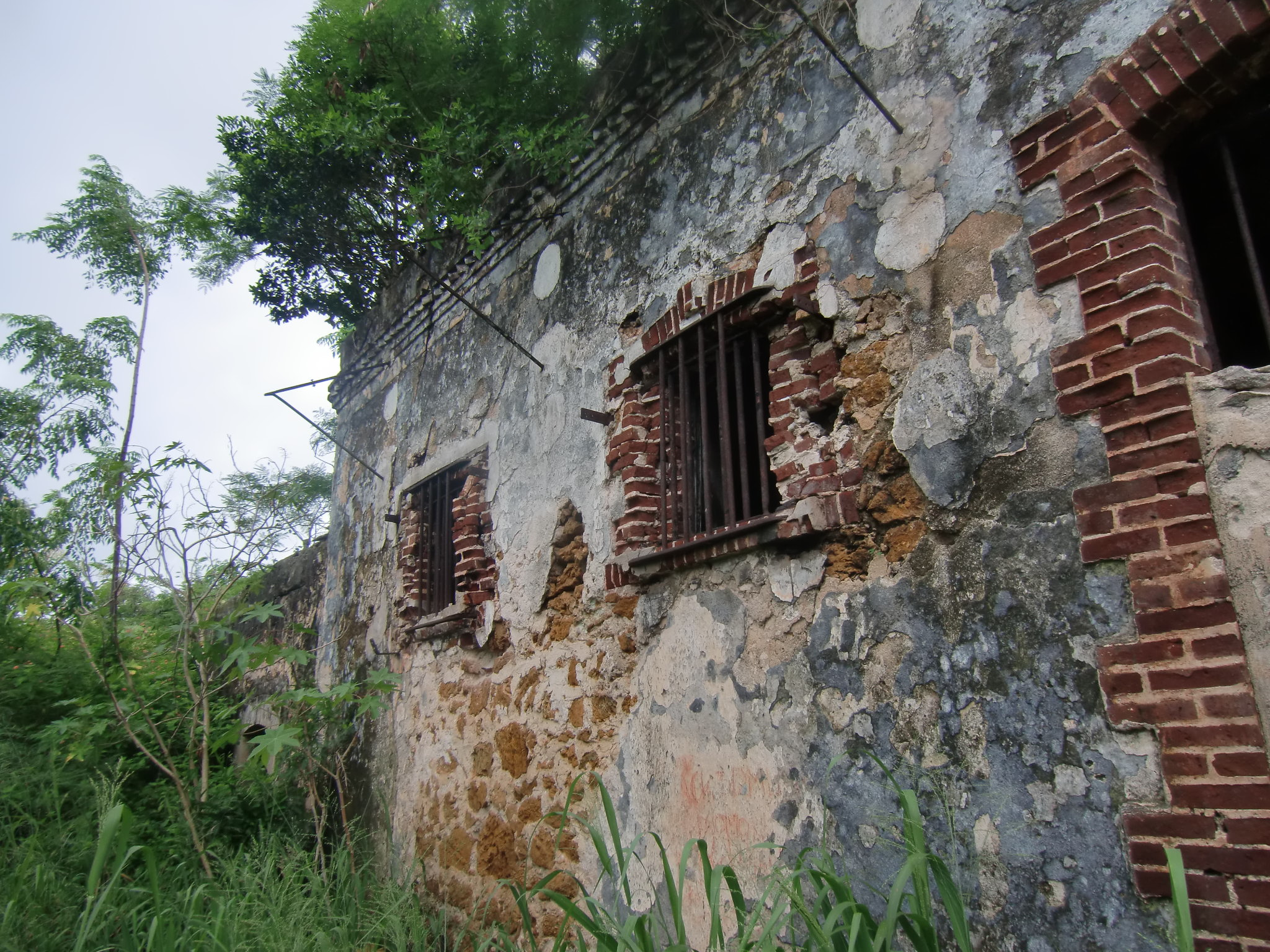
Ruines du bagne de l'île des Pins.

Le 14 janvier 1860, la Nouvelle-Calédonie devient une colonie à part entière, affranchie de la tutelle de Tahiti. Son premier gouverneur, nommé en 1862, le contre-amiral Charles Guillain, est chargé d'organiser la mise en place du bagne et donc de trouver des terres (non seulement pour garder les bagnards purgeant leur peine, mais aussi pour les terres confiées aux libérés qui ont l'obligation toutefois de doubler leur peine dans la colonie tout en étant « libre », le but étant de les pousser à s'installer définitivement). Il va le faire en créant un statut de l'indigénat, imposant une politique de cantonnement, fondée sur l'idée de « propriété collective » sur un modèle fouriériste et de « réserves autochtones » pour les Mélanésiens dont les terres sont organisées en « tribus » ou « chefferies » déjà existantes et en créant des « grandes chefferies » ou « districts ». Le premier convoi pénitentiaire arrive le 5 janvier 1864 (250 transportés ou délinquants et criminels de droit commun, et relégués ou auteurs de délits ou petits crimes récidivistes) à bord de l'Iphigénie.

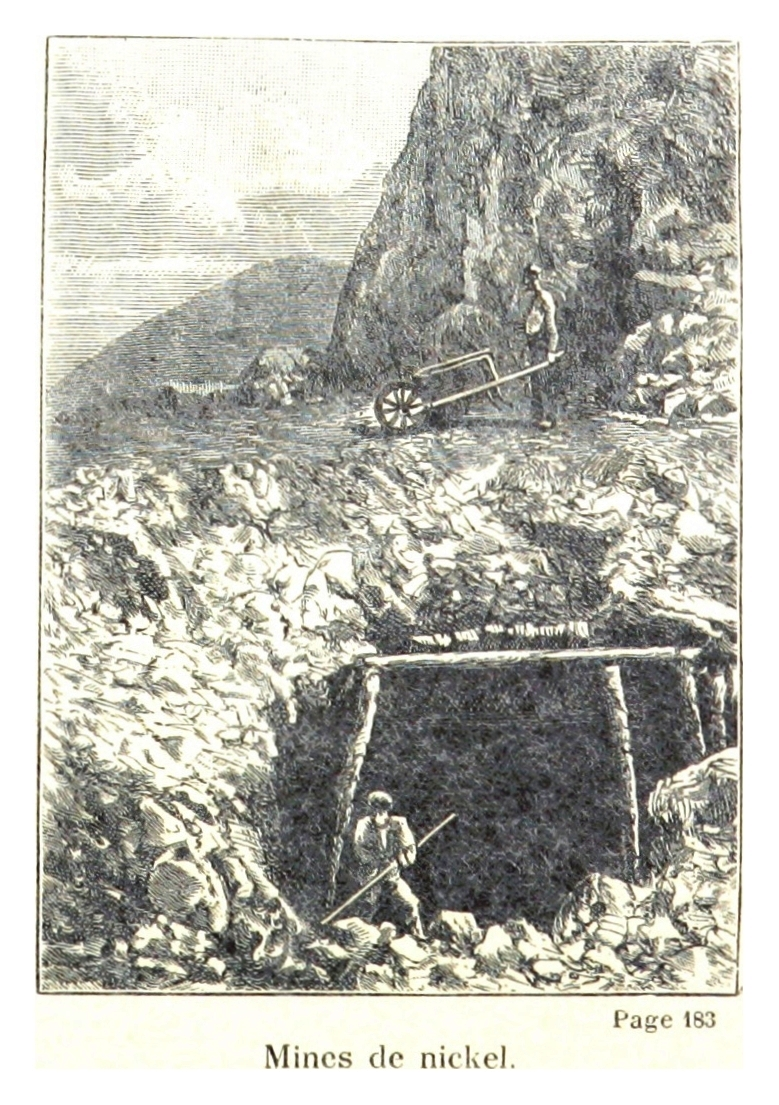
Mines de nickel, dans Voyage à pied en Nouvelle-Calédonie et description des Nouvelles-Hébrides. Ouvrage orné de deux cartes, de Charles Lemire (1884).

Les « transportés » arrivent entre 1864 et 1897. Après la Commune de Paris, la Nouvelle-Calédonie, sert de lieu de déportation pour de très nombreux anciens communards condamnés par les conseils de guerre mis en place par le gouvernement d'Adolphe Thiers. Ces condamnés politiques sont appelés les « déportés » ou les « communards ». Parmi eux : Henri Rochefort qui réussira à s'échapper et Louise Michel. À ceux-là s'ajoutent les Kabyles ayant participé à la révolte du cheik El Mokrani en Algérie en 1871 également. L'administration pénitentiaire, ou « Tentiaire », devient rapidement assez riche et assez puissante, possédant notamment une grande partie du foncier (outre les pénitenciers île Nou et Ducos à Nouméa, de Prony dans le sud ou de l'île des Pins, cette administration possède aussi des villages entiers alloués aux anciens forçats doublant leur peine : Dumbéa, La Foa, Bourail, Pouembout, essentiellement). Mais en parallèle se développent également les concessions offertes aux bagnards et une colonisation libre d'abord totalement désorganisée, ces « pionniers » venus de France (et notamment d'Alsace ou de Lorraine) à quoi s'ajoutent des déçus de la « ruée vers l'or » australienne et quelques autres familles poussées à partir de leurs foyers pour fuir l'absence de terre, la misère ou les conditions sociales, économiques ou politiques pour tenter leur chance dans les colonies. Ceux-ci sont surtout éleveurs dans de grandes propriétés sur la côte ouest de la Grande Terre dans les environs directs de Nouméa ou encore à Païta, Bouloupari, Moindou et Koné, entre autres. La découverte de la garnierite, minerai de nickel, par Jules Garnier en 1866 et le début de l'exploitation de ce matériau attire également des commerçants et provoque une certaine fièvre financière pendant quelques années (assez vite freinée par plusieurs faillites, dont la plus retentissante est celle de la banque Marchand en 1878). La première colonisation véritablement structurée est celle de Réunionnais que l'administration coloniale fait venir en Nouvelle-Calédonie pour y développer l'exploitation de la canne à sucre (sans réel succès).
En 1874, à la suite de l'évasion de six communards déportés dont Henri Rochefort, le gouverneur Gautier de la Richerie est remplacé par Léopold de Pritzbuer. Dans le décret du 12 décembre 1874 signé par Mac Mahon les pouvoirs du gouverneur sont étendus de même que ceux du directeur de l'administration pénitentiaire.
Alors que la colonisation progresse, essentiellement grâce à des déportés venus des bagnes, prisons et hôpitaux psychiatriques, la situation sociale se dégrade : violence, insécurité, débauche... En 1879, un article du journal Le Temps, note que la pénurie de femmes en Nouvelle-Calédonie provoque une flambée d'homosexualité :

« Avec un peu de travail et de conduite, les déportés de bonne volonté eussent pu se procurer en Nouvelle-Calédonie un certain bien-être, y devenir à leur tour propriétaires de terres et de fermes. Mais eussent-ils pu s'y créer une famille ? Nous n'osons l'affirmer, car les femmes y manquent. Qu'on le sache bien au ministère de la marine ; le développement de la Nouvelle-Calédonie, la morale surtout, bien plus qu'il ne nous est possible de l'indiquer ici, exigent qu'on dirige en masse sur Nouméa tout le personnel féminin de nos prisons. Le soufre et le feu qui détruisirent Sodome et Gomorrhe seraient à peine suffisants pour purifier la Nouvelle-Calédonie de ses souillures. Les hommes justes, qui, hâtons-nous de le dire, se trouvent à Nouméa en plus grand nombre que dans les deux villes maudites, ne nous contrediront pas. »

Le 22 juillet 1884 Adolphe Le Boucher directeur de l'Intérieur en Nouvelle-Calédonie est nommé gouverneur ; il en est le premier gouverneur civil.

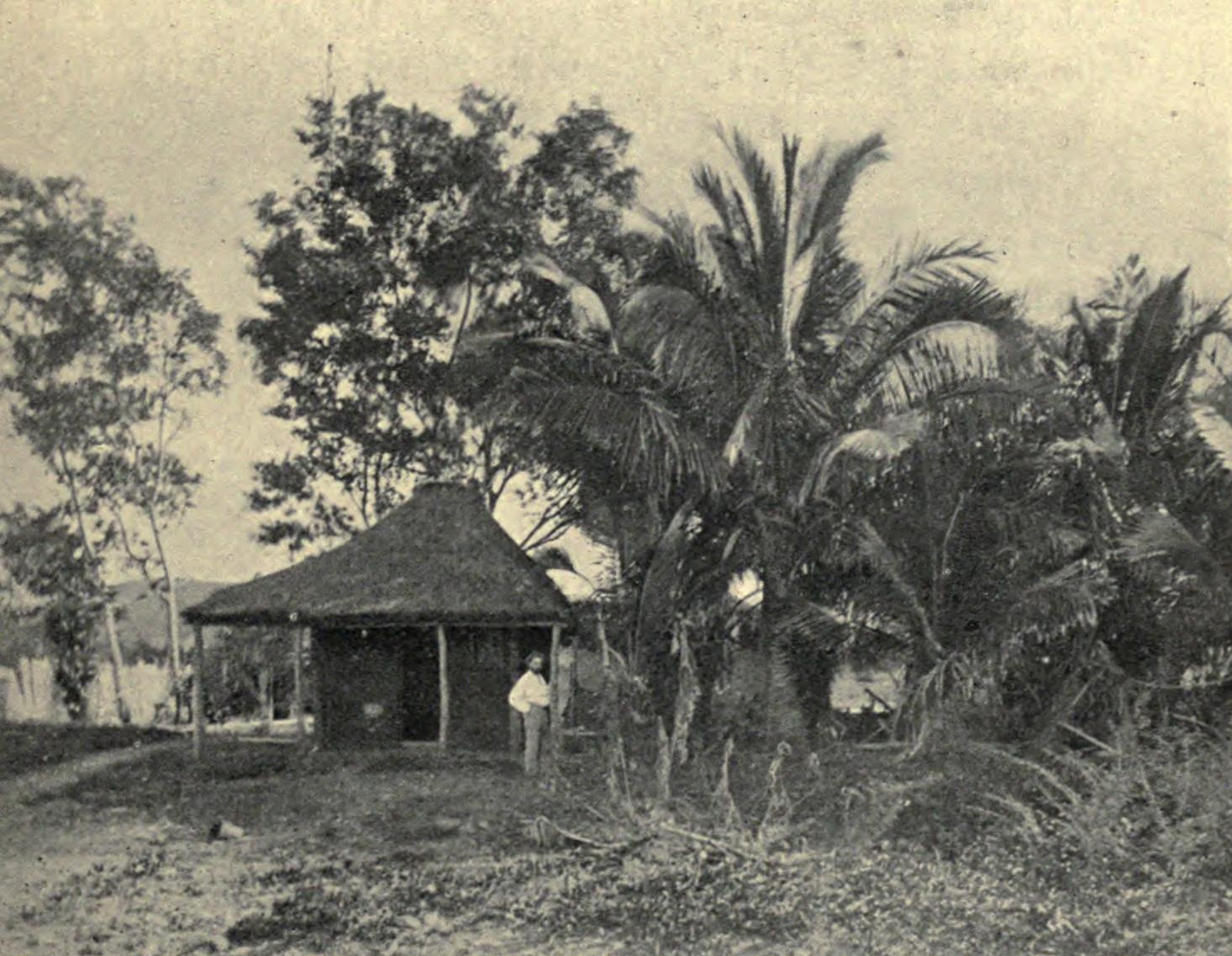
Un colon devant son habitation en « Brousse », avant 1906.

De 1884 à 1894 se succèdent cinq gouverneurs en titre et trois gouverneurs intérimaires :
- Adolphe Le Boucher du 22 juillet 1884 au 13 mai 1886 ;
- Intérim lieutenant-colonel Ortus en mai-juin 1886 ;
- Louis Nouët du 5 juin 1886 au 30 juillet 1888 ;
- Intérims Morachini, puis Colonel Pons en 1888 ;
- Noël Pardon du 12 janvier 1889 au 14 avril 1891 ;
- Émile Laffon du 14 avril 1891 au 16 décembre 1892 ;
- Albert Picquié du 16 décembre 1892 au 21 février 1894 ;
- Intérim Léon Gauharou en 1894.

En 1895, le nouveau gouverneur, Paul Feillet, met fin à la colonisation pénale (il parle de « fermer le robinet d'eau sale ») et, par d'importantes campagnes en métropole, il fait venir la première vague de colonisation libre organisée d'importance : les « colons Feillet » venus avec l'espoir de cultiver le café. Là encore c'est un semi-échec en raison des difficiles conditions de vie (les familles, une fois arrivées, étant généralement totalement livrées à elles-mêmes) et de l'éloignement de toute civilisation (l'approvisionnement se faisant occasionnellement par un bateau, le « tour de côte », longeant le littoral calédonien). Les colons européens reçoivent des terres pour produire du café tandis que l'immigration de travailleurs engagés asiatiques (tonkinois, indonésiens ou japonais) est encouragée pour l'exploitation minière qui se développe fortement au tournant du XXe siècle. Une dernière vague de colonisation aura lieu dans les années 1920, celles des colons dits « nordistes » car venant du Nord de la France, cette fois sur la base de la culture du coton. C'est encore un échec total.

### Observateurs étrangers

#### Russie
En 1860, la Russie installe sa nouvelle flotte du Pacifique à Vladivostok. Divers bateaux d'observation en partent, dont quelques-uns visitent la Nouvelle-Calédonie :
- 1863 : Abrek (Brigand), Constantin Pilka,
- 1863 : Bogaytr (Héros), Petr Chebyshev,
- 1872 : Izumrud (Émeraude), Mikhail Kumani,
- 1886 : Vestnik (Messager), Vladimir Lang,
- 1894 : Kreiser (Croiseur),
- 1903 : Dzighit (Cavalier), Alexander Nazarevski.

Des relations officielles ont été publiées. Des auteurs indépendants ont également donné leurs impressions :
- 1879 : Nikolai Mikhlovho-Maclay (1846-1888),
- 1882 : Edward Zimmermann (1822-sd),
- 1896 : Dimitri Drill.

### Spoliation foncière et Code de l'indigénat (1855-1944)

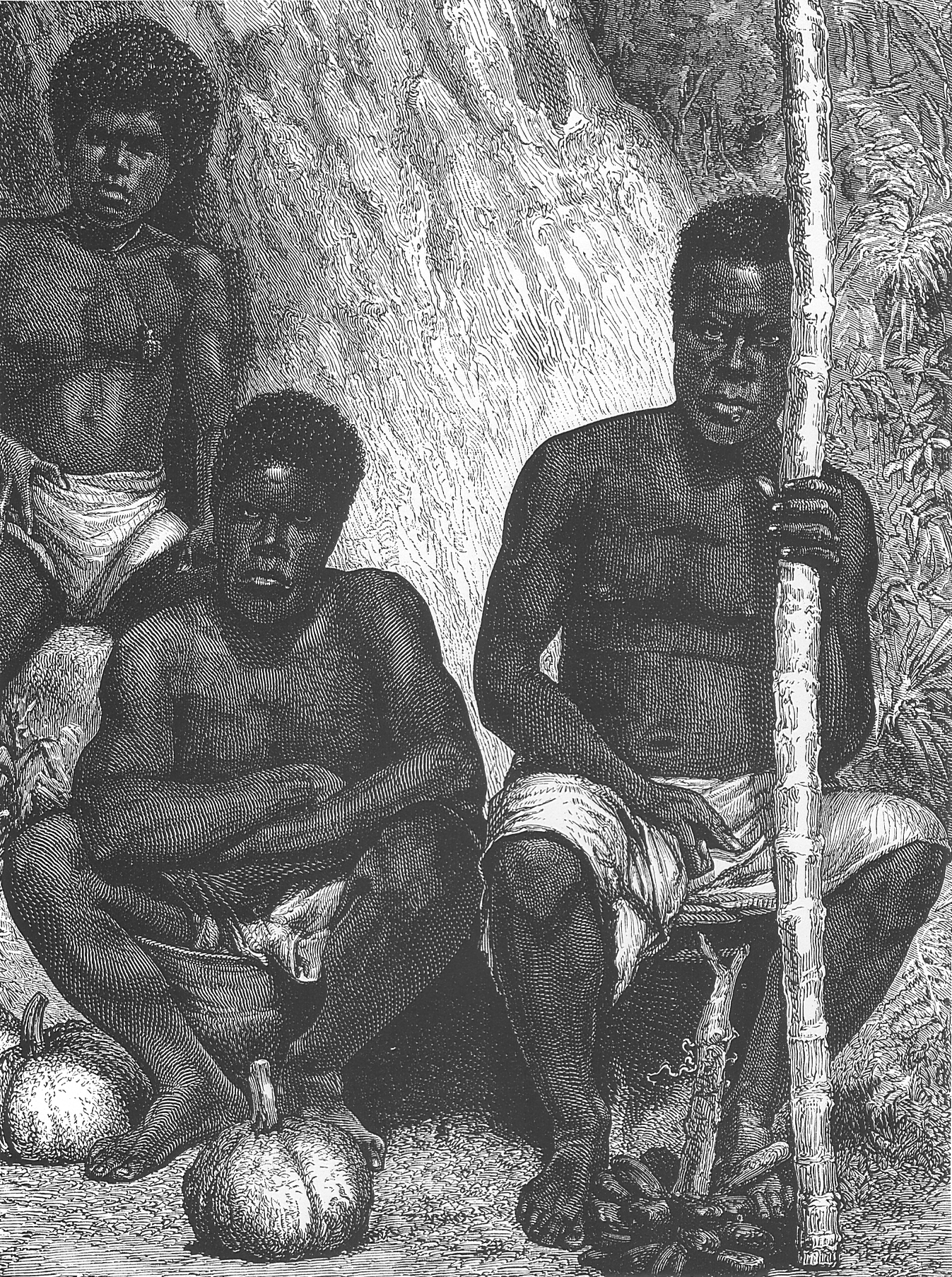
Habitants autochtones de Nouvelle-Calédonie, vers 1880.

Fait notable : la Nouvelle-Calédonie est, avec l'Algérie et plus anciennement la Nouvelle-France, l'une des trois seules colonies de peuplement français. Des Métropolitains mais aussi des ressortissants d'autres pays d'Europe (des Allemands quarante-huitards fuyant l'autorité prussienne, des Italiens ou Irlandais dans le cadre des diaspora connues alors par ces deux peuples, des Britanniques ayant transité par l'Australie) y sont venus nombreux, par vagues successives collectives (les colons Paddon à Païta dans les années 1850, Cheval dans les années 1860, Bourbonnaise des années 1870, Feillet de la fin du XIXe siècle, nordiste des années 1920) ou individuelles, au point d'égaler pratiquement le nombre des autochtones. On appelle « Caldoches » les descendants d'Européens nés sur le territoire, alors que les immigrants sont dénommés « Zoreilles ».
Cette immigration importante implique la nécessité pour l'Administration coloniale de trouver aux arrivants des terres. Après la prise de possession de l'archipel, l'État se proclame, par deux déclarations de 1855 et 1862, propriétaire de toutes les terres. L'arrêté du 22 janvier 1868 laisse une partie de ces terres aux Kanaks : la propriété « incommutable, insaisissable et inaliénable » de ces domaines est reconnue aux tribus (les Kanaks ne peuvent ni les vendre, ni en acheter, mais sont aussi théoriquement protégés contre toute violation de terres) mais la délimitation est faite de telle manière que certaines terres initialement concédées sont finalement retirées aux Mélanésiens au profit des colons, tandis que du bétail de ces derniers s'introduit régulièrement sur les terres coutumières et abîme les champs d'ignames et de taros, aucune sorte d'horticulture ou d'agriculture kanak n'étant prévue en présence d'animaux en pâture libre. À la même époque, les États-Unis adoptent le Dawes Act (1877), et d'autres traités inégaux, de répartition des terres.
Plus tard, le code de l'indigénat, mis en place par les décrets de 1874 et 1881, est appliqué totalement en Nouvelle-Calédonie par le décret du 18 juillet 1887. Il fait des Mélanésiens des « sujets de la France », ne jouissant d'aucun droit civil mais uniquement de leur droit personnel conféré par la religion et la coutume. Ils payent alors un impôt de capitation, sont soumis aux réquisitions de main d'œuvre au profit des autorités ou des colons. Le gouverneur nomme les chefs de tribu et les grands-chefs et délimite leurs pouvoirs. La pratique de la sorcellerie ainsi que le port d'arme ou le fait de circuler nus sont interdits. Finalement, le code de l'indigénat aboutit ni plus ni moins à une politique de cantonnement menée à partir de 1897 par le gouvernement français, visant à rassembler tous les Kanaks dans les réserves en leur allouant une superficie moyenne de trois hectares par habitant et remettant donc totalement en cause le découpage de 1868. Et ce domaine est régulièrement rogné par les autorités afin d'y installer des colons : ces « réserves » passent ainsi de 320 000 à 124 000 hectares de 1898 à 1902, à l'instigation du gouverneur Paul Feillet. Seules les Îles Loyauté sont des réserves kanakes intégrales.
Frappée par les maladies, l'alcoolisme, la sous-alimentation, les guerres (le cantonnement dans des espaces limités exacerbe certaines tensions claniques préexistantes) ou les répressions d'insurrections (notamment de celle du grand-chef Ataï de 1878 ou celle du Nord de 1917), la population autochtone, estimée entre 40 000 et 1 000 000 personnes en 1774 (et aux environs de 50 000 en 1853), n'en compte plus que 29 206 en 1901 et 27 100 à son seuil le plus bas en 1921.

### Histoire tourmentée (1853-1944)

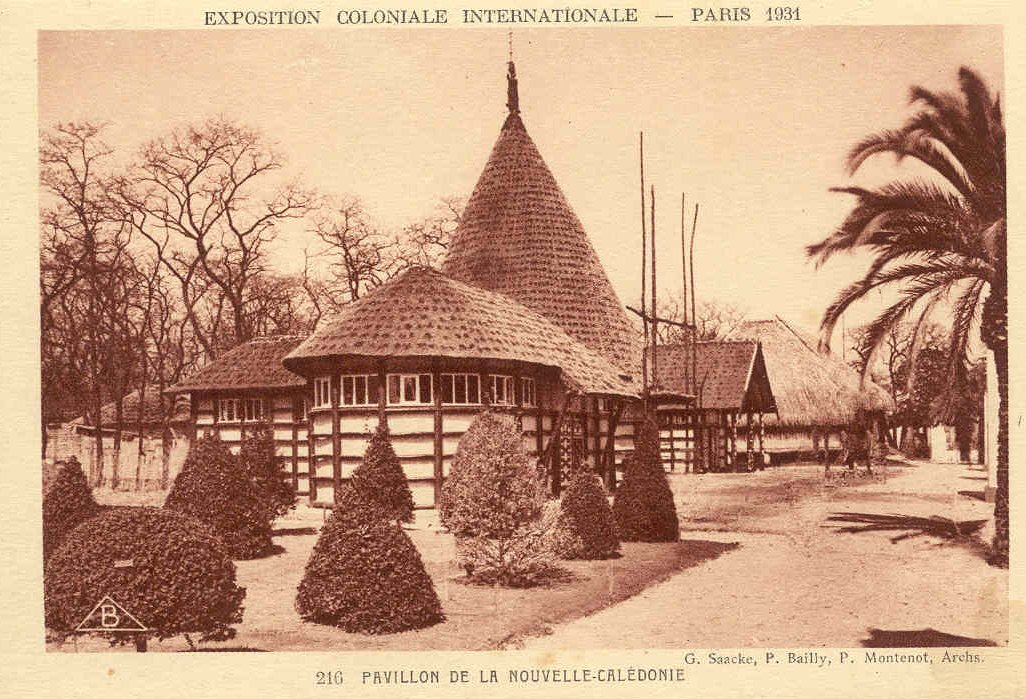
Pavillon de la Nouvelle-Calédonie à l'Exposition coloniale de 1931.

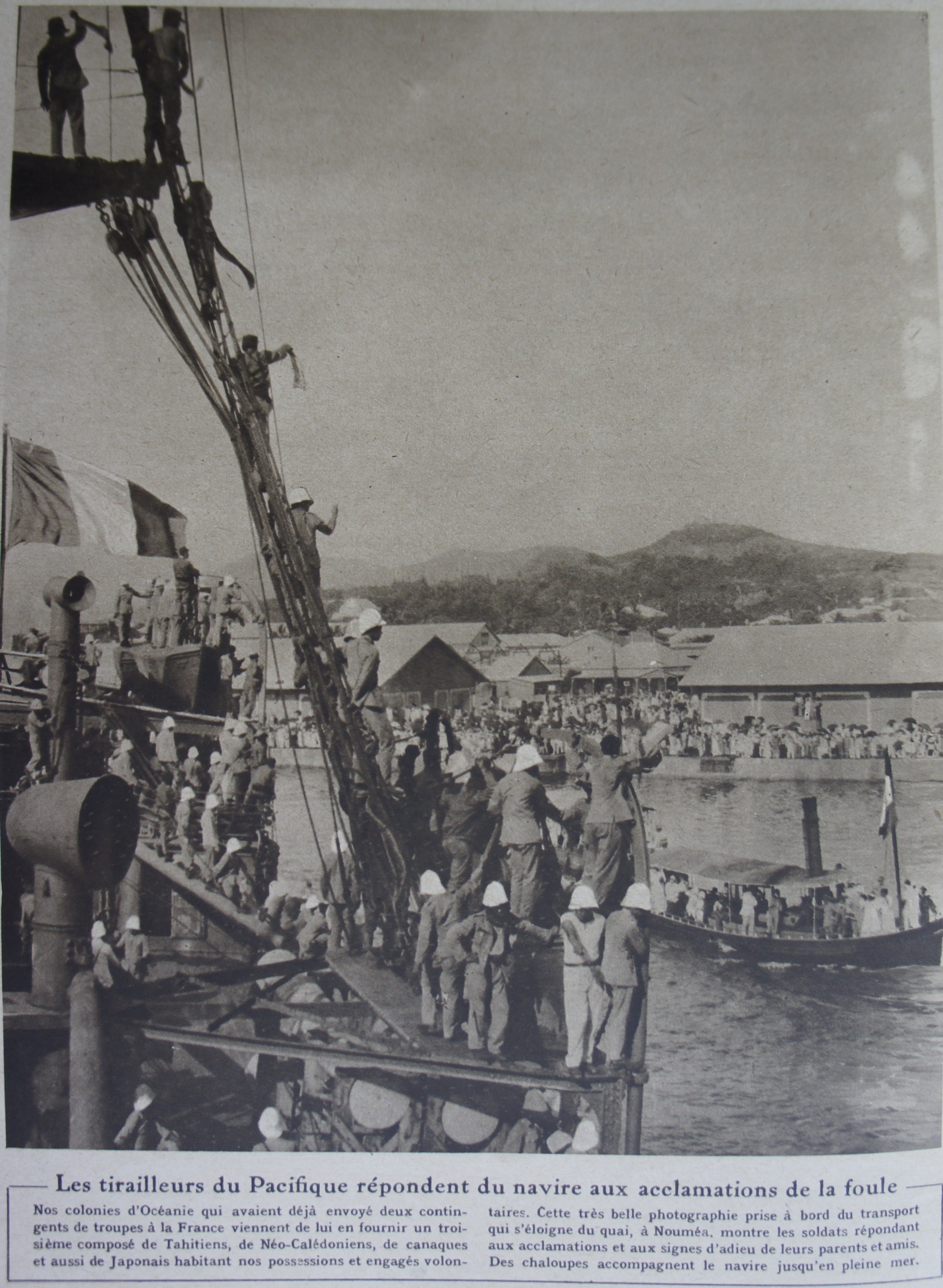
Départ du bataillon mixte du Pacifique de Nouméa lors de la Grande Guerre.

Face à l'organisation de cette colonie de peuplement, les Kanaks réagissent souvent violemment : si les soulèvements sont ponctuels, très faibles et aisément réprimés entre 1853 et 1878, la grande insurrection de 1878 du grand-chef Ataï provoque la mort de nombreux colons à Païta, La Foa et Bouloupari. L'administration coloniale réussit à y mettre un terme uniquement grâce à l'aide de tribus kanakes rivales de celle d'Ataï qui est ainsi capturé et décapité par d'autres Mélanésiens (et dont la tête était conservée à Paris dans un bocal). Et avec l'aide des Algériens de Nouvelle-Calédonie. Cette grande révolte kanak de 1878 se solde par la mort de 200 Européens ou assimilés et de 800 à 1 000 Kanaks.
D'autres révoltes d'importance ont eu lieu en 1913 mais surtout en 1917 dans le nord sous la direction de divers chefs, dont le chef Noël Doui, pour la plupart décapités par des Kanaks ou des proches. Le livre Les sanglots de l'aigle pêcheur relate la révolte kanak de 1917.
En 1931, un groupe de Kanaks est exposé en cases (puis en cage), en zoo humain, à l'occasion de l'exposition coloniale de Paris, "spectacle" voulu et permis par Joseph Guyon, gouverneur français de Nouvelle-Calédonie, dans le cadre de l'organisation d' une « nouvelle politique indigène » visant à « assimiler » les Mélanésiens.
Alexandre Rosada, journaliste, grand reporter, et auteur, a réalisé un documentaire intitulé « Le Regard Colonial » sur cet épisode douloureux de l'histoire des Kanaks.

#### La main d'œuvre immigrée
Le recrutement de main d'œuvre étrangère à la Grande-Terre, particulièrement des Néo-Hébridais, relève de contrats de chair humaine, dénoncés par Victor Schœlcher. Une commission d'enquête établit en 1880 que « le recrutement des Néo-Hébridais s'opère fréquemment par la menace, la ruse ou la surprise. » Et le Ministère de la Marine et des Colonies interdit ce recrutement en 1882.

#### Les colons du Nord
Marx Lang, maire de Nouméa de 1922 à 1925, lance une entreprise suspecte de culture du coton, qui attire 119 familles, soit 240 personnes :
- Coopérative Mutualiste de colonisation calédonienne, Daouï (Voh), 400 hectares ;
- Comptoir cotonnier calédonien, Ouaménie (Boulouparis), 400 hectares ;
- Fraternelle coloniale néo-calédonienne, éclatée avant le débarquement ;
- Union coopérative de colonisation néo-calédonienne, Gouaro (Bourail), qui se réoriente vers la caféiculture, et les Nouvelles-Hébrides.

### Seconde Guerre mondiale (1940-1945)

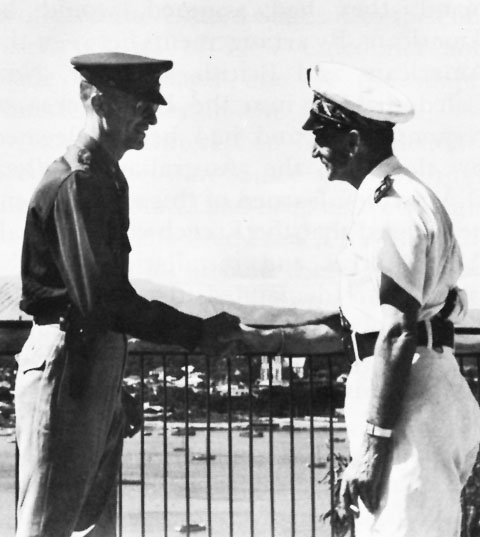
Georges Thierry d'Argenlieu (à droite), gouverneur de la Nouvelle-Calédonie au nom de la France libre, avec le brigadier général Alexander Patch, commandant de la Poppy Force américaine, à Nouméa.

Pendant la Seconde Guerre mondiale, la Nouvelle-Calédonie se rallie à la France libre en 1940 et devient une base pour les Américains engagés dans la campagne du Pacifique.
Le 12 mars 1942, plusieurs dizaines de milliers d'hommes arrivent en Nouvelle-Calédonie : c'est un bouleversement pour un si petit territoire. Des aérodromes sont aménagés (Tontouta, plaine des Gaïacs, etc.), des centres hospitaliers sont installés à l’Anse-Vata, à la Conception, à la Dumbéa, au nord de Bourail, sur la côte est et dans l’extrême nord.
Cette présence active amène en Nouvelle-Calédonie, en masse, certains symboles du mode de vie à l'américaine : le dancing, le Coca-Cola, le chewing-gum, les « snacks », les Jeeps, les camions Dodge, les tracteurs agricoles, les hangars demi-lune (Quonset hut), les ponts métalliques, etc.
Certains quartiers de Nouméa portent encore les noms des zones militaires américaines : Motor Pool, Receiving, etc. Les kanaks, soumis au code de l'indigénat, sont notamment surpris par la présence dans l'armée américaine de soldats noirs et blancs sur un pied d'égalité, et même d'officiers noirs.

## Histoire contemporaine: le statut particulier de la Nouvelle-Calédonie (depuis 1944)

### Autonomie, centralisation et développement économique (1944-1973)
La Seconde Guerre mondiale marque le début du processus de décolonisation.
Le code de l'Indigénat est finalement aboli successivement par l'ordonnance du 7 mars 1944 (suppression du statut pénal de l'indigénat), la loi Lamine Guèye du 7 avril 1946 (nationalité française pleine et entière à tous les Français, indigènes compris) et le statut du 20 septembre 1947 (égalité politique et accès égal aux institutions). Les Kanaks obtiennent alors la liberté de circulation, de propriété, et leurs droits civils. « En 1945, 1 500 Kanak sur les 9 500 en âge de le faire peuvent participer aux élections ». Les Kanaks accèdent donc théoriquement au droit de vote en 1946, mais celui-ci ne sera que progressivement appliqué et reconnu du fait d'un débat local sur la possibilité de créer un double collège électoral : seulement 267 membres de l'élite mélanésienne (chefs coutumiers, anciens combattants ou religieux tels que curés, diacres ou pasteurs) obtiennent effectivement le droit de voter en 1946, puis la loi du 23 mai 1951 élargissant le collège électoral indigène dans les territoires d'outre-mer permet à 60 % des Mélanésiens en âge de pouvoir voter d'y accéder et enfin le suffrage universel est pleinement mis en place par le décret du 22 juillet 1957.
Cette accession des Kanaks aux droits civiques entraîne la création des premiers mouvements politiques appelant à défendre leurs intérêts. Tout d'abord, le Parti communiste calédonien est créé en 1946, avec Jeanne Tunica y Casas, Florindo Paladini ou le grand-chef Henri Naisseline. Le sénateur communiste de La Réunion Fernand Colardeau, natif de Nouméa, dépose en juin 1947 une proposition de loi pour un nouveau statut de la Nouvelle-Calédonie, prévoyant la nationalisation des banques et des grands commerces, la citoyenneté généralisée, un double collège pour une assemblée représentative indigène distincte, l'abolition de la capitation, le soutien aux écoles libres, la création d'une police indigène ou encore l'inviolabilité des réserves.
En réaction, du côté catholique, le Père Luneau et le vicaire apostolique Edoardo Bresson créent une association confessionnelle censée défendre les droits des Mélanésiens, et lutter contre la diffusion des idées communistes dans les tribus : c'est l’Union des indigènes calédoniens amis de la liberté dans l'ordre (UICALO), que dirige Rock Pidjot, petit chef de La Conception au Mont-Dore. Et les protestants, à l'initiative des pasteurs Pierre Benignus et Raymond Charlemagne, créent une Association des indigènes calédoniens et loyaltiens français (AICLF), menée par Kowi Bouillant, grand-chef des Poyès à Touho. Ces deux organisations confessionnelles s'associent ensuite à des Européens autonomistes pour soutenir l'élection au mandat de député de la Nouvelle-Calédonie du pharmacien Maurice Lenormand en 1951 : de cette alliance sont issues des listes qui remportent les élections générales de 1953 (entraînant l'élection de premiers Kanaks au Conseil général. Baptisées « Union calédonienne » (UC), elles se transforment en un parti politique officiellement lors du congrès fondateur de la Vallée des Colons à Nouméa en mai 1956. Celui-ci, avec un programme résolument autonomiste et social, résumé dans le slogan « Deux couleurs, un seul peuple », ainsi qu'une proximité avec les centristes démocrates-chrétiens de Métropole, va dominer sans partage la vie politique locale jusqu'en 1972.
La Nouvelle-Calédonie est alors un territoire d'outre-mer que les lois cadres dites Defferre de 1957 amènent vers plus d'autonomie. Mais alors qu'un mouvement de décolonisation s'amorce dans les autres colonies françaises au début des années 1960, le processus connaît pour la Nouvelle-Calédonie et les autres territoires français du Pacifique un brutal coup d'arrêt revenant sur l'essentiel des lois cadres : en 1963 le Conseil de gouvernement est placé sous l'autorité du gouverneur et en 1968, la loi Billotte retire à l'Assemblée territoriale de Nouvelle-Calédonie l'essentiel de ses pouvoirs, entre autres sur le nickel.
Au début des années 1960, on envisage d'ouvrir en Nouvelle-Calédonie un site d'essais nucléaires.
De plus, le retour à une forte croissance de la population kanake à partir de 1945 (et tout particulièrement à compter des années 1960) pousse les autorités métropolitaines à encourager l'émigration vers l'île, notamment en provenance des îles de Wallis-et-Futuna. Cette immigration est facilitée par le boum du nickel qui offre aux arrivants une perspective économique souriante, dans la mine, l'usine de la SLN à Doniambo à Nouméa ou dans les Bâtiments et travaux publics (BTP). En effet, cette bonne santé économique s'accompagne de grands travaux : le barrage de Yaté construit entre 1955 et 1959, les infrastructures sportives des IIe Jeux du Pacifique Sud de 1966 dont le stade Numa-Daly ou la piscine olympique du Ouen Toro, le revêtement des routes et le développement du réseau électrique sur la Grande Terre, l'aménagement des remblais du port autonome de Nouméa dans les années 1970 transformant l'ancienne île Nou en une presqu'île artificielle désormais baptisée Nouville. Entre 1969 et 1976, la population de l'île s'accroît de plus de 20 % avec près de 20 000 nouveaux immigrants. La directive de Messmer permet de faire du Blanc. Si les Kanaks sont toujours plus nombreux que les Européens (environ 55 000 Mélanésiens contre 50 000 « blancs » en 1976), ils ne sont toutefois pas majoritaires, en raison de la présence d'autres communautés allogènes (26 000) : Asiatiques, Polynésiens, dont tout particulièrement des Wallisiens et Futuniens qui sont désormais plus nombreux en Nouvelle-Calédonie que dans leurs îles d'origine.

### Naissance et montée en puissance de la revendication indépendantiste (1968-1984)

Les drapeaux de la Nouvelle-Calédonie : le drapeau de la France et le drapeau kanak indépendantiste.

À la suite des évènements et des phénomènes idéologiques et sociaux liés à mai 1968, à la « centralisation gaulliste », à l'absence de redistribution de terres en faveur des clans coutumiers (celle-ci ne commence à être organisée qu'à partir de 1978), au maintien pour l'essentiel des populations des tribus à l'écart du développement économique ou encore à la succession des indépendances dans la région Pacifique (Samoa occidentales en 1962, Nauru en 1968, Fidji et Tonga en 1970, Papouasie-Nouvelle-Guinée en 1975, les îles Salomon et Tuvalu en 1978, Kiribati en 1979, Vanuatu en 1980), des revendications nationalistes, culturelles, foncières et sociales se développent au sein d'une jeune génération de Mélanésiens formés dans des universités métropolitaines. Plusieurs groupements radicaux de Kanaks commencent à revendiquer l'indépendance, notamment les Foulards Rouges et le Groupe 1878, qui se structurent politiquement en fondant tout d'abord un Comité de coordination pour l'indépendance rallié bientôt par l'Union multiraciale de Nouvelle-Calédonie, mouvement formé par des dissidents kanaks de l'Union calédonienne et ralliés à l'idée d'indépendance. Les deux groupes, Foulards Rouges et Groupe 1878, s'unissent au congrès de Temala en décembre 1975 au sein du Parti de libération kanak (Palika).
Dans le même temps, les travaux de certains anthropologues professionnels ou amateurs européens (Maurice Leenhardt, Maurice Lenormand, Alban Bensa notamment) tendent à démontrer l'existence d'une culture kanake relativement homogène présentant des points communs entre les traditions développées par les différents clans de la Grande Terre ou des Îles Loyauté. Ils poussent certains intellectuels et hommes politiques kanaks, dont surtout Jean-Marie Tjibaou, à développer le thème de l'« identité kanake » et à fonder la revendication de l'indépendance sur une base culturelle et de la renaissance d'une fierté d'être mélanésien. C'est notamment l'enjeu de l'organisation en 1975 par Tjibaou du festival des arts mélanésiens Mélanésia 2000. Et c'est sous l'impulsion de Jean-Marie Tjibaou et d'autres membres de la jeune garde de l'Union calédonienne (notamment Pierre Declercq, Éloi Machoro, François Burck) que ce parti opte officiellement pour l'indépendance à son tour au congrès de Bourail en 1977. Il forme avec le Palika et d'autres mouvements souverainistes le Front indépendantiste (FI) en 1979. D'un autre côté, les opposants à l'indépendance (dont de nombreux autonomistes dissidents de l'Union calédonienne qui n'ont pas accepté son évolution vers l'indépendantisme, comme Jean Lèques, par exemple), se fédèrent au sein du Rassemblement pour la Calédonie dans la République (RPCR) fondé par Jacques Lafleur en 1977 (sous le nom initial de Rassemblement pour la Calédonie, le nom de RPCR n'étant pris qu'en 1978 à la suite de l'absorption de la fédération locale du RPR de Jacques Chirac). Le 19 septembre 1981, Pierre Declercq, européen né en France métropolitaine, secrétaire général de l'Union Calédonienne est assassiné à son domicile.

### Les «Évènements» (1984-1988)
Avec l'élection de François Mitterrand en 1981, le FI (qui accède à la présidence du Conseil de gouvernement local en 1982 grâce à un renversement d'alliance du petit parti autonomiste et centriste FNSC) se rapproche du Parti socialiste métropolitain et les attentes indépendantistes se font plus pressantes, comme en témoignent les négociations de Nainville-les-Roches en 1983 lors desquelles le FI demande l'organisation d'un référendum d'autodétermination auquel ne participeraient que les Kanaks.
En 1984, mécontent du nouveau statut préparé par le secrétaire d'État à l'Outre-mer socialiste Georges Lemoine et de l'évolution de certains dossiers sensibles (notamment sur le plan foncier), le Front de libération national kanak socialiste (FLNKS), qui remplace le Front indépendantiste, décide de boycotter les élections territoriales, dresse des barrages sur les routes, met en place un « Gouvernement provisoire de Kanaky » présidé par Jean-Marie Tjibaou avec pour but de préparer l'« Indépendance kanake socialiste » (IKS) et chasse des éleveurs Caldoches de leurs exploitations (tout particulièrement sur la côte est, à Thio notamment). C'est le point de départ de quatre années de conflits politiques et ethniques appelées les « Évènements » (1984-1988). L'assassinat du secrétaire général de l'Union calédonienne, et chef de l'aile radicale de ce parti, Éloi Machoro, par deux officiers du GIGN le 12 janvier 1985, envenime la situation, les affrontements entre opposants et partisans de l'indépendance dégénérant bientôt en une véritable guerre civile, le gouvernement central décidant d'instaurer l'état d'urgence et le couvre-feu de janvier à juin 1985.
Des radicaux des deux camps forment alors des milices qui s'affrontent violemment, et les gouvernements successifs échouent à rétablir le calme, des familles de « broussards » sont attaquées et de violentes émeutes éclatent à Nouméa contre les possessions de certains leaders indépendantistes comme l'ancien député Maurice Lenormand en réaction à la mort d'un jeune Calédonien d'origine européenne de 17 ans, Yves Tual.
Un référendum sur l'indépendance est organisé le 13 septembre 1987 en Nouvelle-Calédonie. Boycotté par la population kanake, le scrutin voit la victoire écrasante de l'option du maintien au sein de la République française, approuvée par plus de 98 % des électeurs s'étant rendus aux urnes, la participation s'établissant à 59,10 % des inscrits. Ce premier référendum sur l'indépendance organisé dans l'archipel n’apaise pas les tensions.
La violence culmine en 1988 avec la prise d'otages d'Ouvéa : des indépendantistes radicaux prennent d'assaut la gendarmerie d'Ouvéa et y assassinent quatre gendarmes. Ces mêmes indépendantistes prennent également en otages les 27 autres gendarmes de l'île. Le 5 mai 1988, à quelques heures du second tour de l'élection présidentielle entre François Mitterrand et son premier ministre, Jacques Chirac, l'assaut par le GIGN, l'EPIGN, le 11e Choc et le commando Hubert de la grotte de Gossanah où les gendarmes étaient retenus en otage, baptisé « opération Victor », se solde par la mort de 19 indépendantistes, dont plusieurs assassinés froidement, et de deux militaires.
On estime que durant cette période environ 90 personnes sont tuées (gendarmes, militaires et civils) pour une population à l'époque de 160 000 habitants.

### Le «pacte trentenaire» (1988-2018)

Affiche commémorant le anniversaire de la poignée de main de 1988 entre Jacques Lafleur et Jean-Marie Tjibaou, sur la façade de l'Hôtel de la Province Sud à Nouméa en 2013.

Cet épisode pousse les deux camps et leurs leaders à négocier sous la médiation du Premier ministre Michel Rocard, aboutissant à la signature des Accords de Matignon le 26 juin 1988 prévoyant la mise en place d'un statut transitoire de 10 ans devant se solder sur un référendum d'autodétermination pour que les Calédoniens se prononcent pour ou contre l'indépendance.
Le 4 mai 1989, sur l'île d'Ouvéa, le président du FLNKS (indépendantiste), Jean-Marie Tjibaou, et son secrétaire-général, Yeiwéné Yeiwéné, étaient assassinés. Leur meurtrier, Djubelly Wéa, un ancien pasteur et ancien militant du FULK, reprochait aux deux hommes d'avoir signé en juin 1988 les accords de Matignon avec l'État et leurs adversaires anti-indépendantistes du RPCR.
À l'approche de ce référendum, alors qu'il ne faisait aucun doute, au vu des résultats des provinciales successives, que le « non » à l'indépendance l'emporterait et pour préserver une paix locale encore fragile, Jacques Lafleur ainsi que le RPCR et les indépendantistes ont décidé de négocier de nouveaux accords avec l'État. L'Accord de Nouméa du 5 mai 1998 reconnaît dans son préambule les « ombres » et « lumières » de la colonisation et l'existence d'une « double légitimité » (celle du « premier occupant », les Kanak, et celle de toutes les communautés arrivées après la prise de possession et qui ont participé à l'histoire contemporaine de l'archipel). Il prévoit alors la mise en place d'une autonomie forte (avec des transferts progressifs de compétence, seuls les pouvoirs régaliens que sont la sécurité, la justice, le droit général, la monnaie, la politique étrangère), la construction d'un destin commun, la mise en place d'une citoyenneté néocalédonienne (ouverte aux Français domiciliés en Nouvelle-Calédonie depuis novembre 1998 et à leurs descendants), la défense et la promotion de la culture kanake et l'adoption de signes (hymne, devise, drapeau, nom du pays et graphie des billets de banque) représentant « l'identité kanake et le futur partagé entre tous ». Est ainsi créé une notion de citoyen héréditaire, jus sanguinis en droit de la nationalité, pour les consultations d'auto-détermination entre 2014 et 2018 et les élections provinciales. La citoyenneté héréditaire existe dans de nombreux pays européens : Pays-Bas, Belgique, Italie, Espagne, Islande, Finlande, etc.
Le retour à la paix civile n'empêche pas le maintien de conflits sociaux et économiques souvent teintés d'enjeux politiques : le « préalable minier » (ultimatum du FLNKS demandant que la SLN cède à la SMSP le massif de Koniambo pour alimenter la future usine du Nord avant toute ouverture de négociations sur l'avenir institutionnel) entre 1996 et 1998 ; les grèves pour l'augmentation du Salaire minimum garanti dans le cadre des négociations sur le « pacte social » en 2000 ; les manifestations contre la création du Régime unifié d'assurance maladie et maternité (RUAMM) en 2003 ; les actions du Comité Rhéébù Nùù et du Conseil autochtone pour la gestion des ressources naturelles en Kanaky-Nouvelle-Calédonie (GAUGERN) de Raphaël Mapou contre l'usine de Goro de 2002 à 2008 ; les marches contre la vie chère du 20 avril 2006 puis des 17 et 18 mai 2011 ou encore celle pour la protection de l'emploi local du 13 février 2009 ; les manifestations et blocages menés par les habitants des îles contre l'augmentation des prix de la compagnie aérienne locale Air Calédonie (Aircal) en juillet et août 2011 ; le conflit des rouleurs sur mine de 2015 pour obtenir l'autorisation d'exporter le minerai de nickel vers de nouveaux clients, notamment en Chine ; ou bien l'opposition souvent forte entre l'Union syndicale des travailleurs kanaks et des exploités (USTKE) aux forces de l'ordre (culminant en 2009). Les tensions entre communautés s'apaisent pour leur part, malgré quelques conflits persistants (le plus important, et le plus meurtrier, étant celui opposant de 2001 à 2004 les Kanak de la tribu de Saint-Louis au Mont-Dore et les Polynésiens du lotissement voisin de l'Ave Maria, qui doit finalement être évacué).
Sur le plan économique, la période des « accords » correspond à des années 1990 plutôt moroses suivie d'une certaine prospérité dans les années 2000 et enfin à l'entrée dans une crise dans les années 2010, sur fond de variation des cours du nickel. En effet, ceux-ci connaissent une envolée jusqu'en 2011 (et malgré un léger ralentissement, suivi d'une reprise, entre 2008 et 2009). Ces années de croissance des années 2000 sont notamment marquées par de grands travaux : constructions des usines du Nord (de 2007 à 2012) et du Sud (de 2005 à 2010), aménagement d'un campus unique regroupé à Nouville (de 2005 à 2011), agrandissement de l'aéroport de La Tontouta (de 2008 à 2012), chantier du Médipôle de Koutio (de 2010 à 2015), création de nouvelles ZAC dans le Grand Nouméa (Savannah, Nakutakoin, Cœur de ville, Dumbéa-sur-mer), mise en valeur touristique de Gouaro Deva (à partir de 2011), édification de nouveaux équipements pour les Jeux du Pacifique de 2011 (Arène du Sud à Païta, la « Luciole » de la Vallée du Tir à Nouméa ou l'agrandissement de la piscine de Koutio à Dumbéa pour en faire un Centre aquatique régional).

### Référendums et nouvelles tensions (depuis 2018)
Le référendum de 2018 sur l'indépendance de la Nouvelle-Calédonie, officiellement « consultation sur l'accession de la Nouvelle-Calédonie à la pleine souveraineté », est organisé le 4 novembre 2018 dans le cadre de l'accord de Nouméa,,. Les Néo-Calédoniens sont amenés à répondre à la question suivante : « Voulez-vous que la Nouvelle-Calédonie accède à la pleine souveraineté et devienne indépendante ? ». La consultation porte sur le transfert à la Nouvelle-Calédonie des compétences régaliennes, sur l’accès à un statut international de pleine responsabilité et sur l’organisation de la citoyenneté en nationalité.
À l'issue de ce scrutin référendaire, le « Non » à l'indépendance obtient 56,4 %, le « Oui » recueille 43,6 %. Les autonomistes (ou non-indépendantistes, ou loyalistes) ont « gagné » le second référendum de 2020 avec un écart moins important (53,26 % pour le maintien dans la République française). Le troisième référendum en 2021 a donné comme résultat 96 % de non à l'indépendance et 3,5 % de oui. Toutefois, une partie des organisations indépendantistes avait appelé à la non-participation au scrutin, et moins de 44 % des électeurs se sont déplacés pour voter.
Le référendum de 2021 marque la fin de la période définie par l'accord de Nouméa, à laquelle doit suivre une transition permettant de définir un nouveau statut pour l'archipel au sein de la République française, le texte devant être lui même soumis à référendum courant 2023.
À partir de mai 2024, des émeutes ont lieu dans un contexte de débat sur un projet de réforme électorale sur le territoire, faisant 14 morts, dont 2 gendarmes. L'état d'urgence est proclamé,,.
Durant ces émeutes le gouvernement français bloque le réseau social TikTok, au motif qu'il subit la désinformation chinoise et qu'il aurait servi à organiser les émeutes,. Cette mesure entraîne une réaction juridique de la part de La Quadrature du Net, une association de défense de la liberté.
Le projet de loi constitutionnelle est accusé par les indépendantistes de marginaliser le poids du peuple autochtone kanak, il est suspendu en juin 2024,,.
En juillet 2025, l’Élysée et le gouvernement français organisent des négociations qui aboutissent à la signature d'un accord dit de Bougival d'évolution institutionnelle pour la Nouvelle-Calédonie entre les principaux dirigeants indépendantistes et non-indépendantistes. Celui-ci doit encore être approuvé par le Parlement français, le Congrès de la Nouvelle-Calédonie et par les Calédoniens eux-mêmes.